# Bataille de Beaulieu-sous-la-Roche (1793)
Pour les articles homonymes, voir Bataille de Beaulieu-sous-la-Roche.
Guerre de Vendée
Batailles
La bataille de Beaulieu-sous-la-Roche se déroula lors de la guerre de Vendée.

## Forces en présence
En garnison à La Mothe-Achard, depuis le 22 avril, le général Henri de Boulard est rejoint le 28 par le représentant en mission Philippe-Charles-Aimé Goupilleau, dit Goupilleau de Montaigu. Son armée, forte à la mi-avril d'environ 4 000 hommes, est alors réduite par le départ de la colonne de Baudry d'Asson pour Challans et le déploiement de détachements à Saint-Gilles-sur-Vie et Vairé. Pour Alain Chantreau, Boulard a plus de 1 500 hommes quand il quitte La Mothe-Achard. L'historien Lionel Dumarcet avance quant à lui 1 658 hommes.
Du côté des Vendéens, environ 600 hommes sont présents à Beaulieu-sous-la-Roche, sous les ordres de Jean-Baptiste Joly, d'Alexis Gilbert du Chaffault et de René-Louis de Rorthais de La Savarière,.

## Déroulement
Le 29 avril 1793, à six heures du matin, les républicains sortent de La Mothe-Achard et marchent sur le poste des Moulières, avec l'objectif d'avancer jusqu'à Palluau. À l'approche des patriotes, les Vendéens se replient sur des retranchements établis à l'entrée du village de Beaulieu-sous-la-Roche.
L'artillerie républicaine se met en batterie et ouvre le feu, tandis qu'un détachement du 110e régiment d'infanterie se déploie sur le flanc gauche et que la compagnie de grenadiers du 2e bataillon de volontaires de Bordeaux et un détachement de volontaires du pays prennent position sur la droite. Après seulement huit coups de canons, Boulard fait avancer son infanterie.
Lorsque le détachement du 110e engage la fusillade sur la gauche, le 1er bataillon de Bordeaux et 30 hommes de la ligne marchent sur le centre au pas de charge, à l'assaut des retranchements. Les Vendéens cèdent à la peur et s'enfuient,. Ils traversent le bourg et se dispersent dans les bois. Un autre groupe d'insurgés est également repoussé sur la droite. La cavalerie, avec le représentant Goupilleau de Montaigu, se lance à la poursuite des fuyards sur la route d'Aizenay.
Le reste de la journée s'achève sous une forte pluie, la colonne de Boulard passe la nuit à Beaulieu ou à Aizenay. Elle reprend sa marche le lendemain, et, sans rencontrer de résistance, elle arrive à Palluau dans la nuit du 30 avril au 1er mai, aux alentours de minuit,.

## Pertes
Selon Émile Gabory, les Vendéens laissent 50 morts,. René-Louis de Rorthais de La Savarière, âgé de 72 ans, est fait prisonnier. Jugé par la commission militaire des Sables-d'Olonne, il est guillotiné le 2 mai,.